# 崔建宾
崔建宾（1988年4月25日—），目前就职于湖北电视台话农点金垄上行频道主持人，毕业于西北农林科技大学人文学院。曾在2010 - 2012期间担任湖北电视台致富加油站主持人。
2014年4月9日20点因在垄上节目中怒斥当地贫困县官员腐败作风后被紧急叫下台，插播其他片段，顿时节目台空无一人。不到一分钟后被鲁彦接替。随后在20点19分崔建宾在微博回应“真没有想到事情闹这么大，感谢各位网友对我的关心，我的工作没有受到影响。刚听到批评的时候，确实有点想不开，回头再看视频的时候发现，的确我的情绪有点失控，请大家宽容。非常感谢”。 
各大华人媒体在10日早间依然能够看到报道和视频，包括凤凰网，新浪网，网易，华商网，新华网，南方日报，3DM等。截止至2014年4月10日21点22分，大部分网站的报道均已撤销。除了在新浪微博能够搜索到一些相关内容外其他地方已经被删除或者是重新导向首页。BBC中文网有关本次节目中提及的贫困县的豪华办公楼的详细报道。